# Gangaikonda Cholapuram
Gangaikonda Cholapuram ili Gangaikondacholisvaram (tamilski: கங்கைகொண்ட சோழபுரம், Kaṅkaikoṇṭa Cōḻapuram) je povijesno naselje u okrugu Ariyalur indijske države Tamil Nadu. 
Njegovo ime znači "grad koji je pokorio Chola Ganga", a odnosi se na njegov osnutak: Nakon uspješnog rata protiv Kalinga (Orissi) i Bengala (1022. – 23.) Chola kralj Rajendra I. (vladao od 1012. – 1044.) odlučio je osnovati novu prijestolnicu, samo 60 kilometara sjeveroistočno od tadašnje prijestolnice, Thanjavura. U spomen na ekspediciju na svetu rijeku Ganges, grad je dobio ime Gangaikonda Cholapuram. Preko 200 godina grad je ostao sjedište vladara moćnog carstva Chola, ali ga je vjerojatno u 13. stoljeću osvojio i uništio vladar Sundara Pandya, Jatavarman (vladao 1251. – 1268.).
Današnje selo Gangaikonda Cholapuram nalazi se lijevo od ruševina drevne prijestolnice Chola koje uključuju kraljevsku palaču i veliki Šivin hram. Hram je dio UNESCO-ove svjetske baštine poznate kao "Veliki hramovi dinastije Chola".

## Hram Brihadisvara
Hram je posvećen Brihadesvararu, koji je jedan od reinkarnacija Šive, a u planu i veličini identičan je svom uzoru, hramu Brihadisvara u Thanjavuru. Za razliku od izvornika, njegov vimana (toranj iznad svetišta) je niži (55 metara) i tanji. On je također malo zaobljen i nije strm poput originala. Oko 150 njegovih stupova, računajući one u mahamandapani (saborna dvorana), već poprimaju karakteristike kasnije uobičajenih hipostilnih dvorana dravidskih hinduistčikih hramova. Plastični ukrasi hrama su izvanredan primjer kiparstva u razdobljz Chola vladara. Nadalje, kip mitskog bika Nandija (kojeg jaše Šiva) na istoku, gleda u smjeru vimana. U istom smjeru je i jedini dio sačuvani gopuram (portal u obliku tornja). 
U hramu, s drugim malim svetištima, nalazi i ribnjak koji je Rajendra I. ispunio svetom vodom iz rijeke Gangesa, a koju je primio kao danak od poraženih neprijatelja. 
- Brihadisvara hram straga
- Virama
- Tzv. "Lavlji bunar" (simhakeni) koji čuva stube hrama
- Ulaz u hram
- Gnana Saraswathi

## Poveznice
- Brihadisvara
- Indijski hram

## Vanjske poveznice
- Detaljni opis hramskoh kompleksa u Gangaikonda Cholapuramu (engl.)